# Labuha
 (signalé en juillet 2025).
Si vous disposez d'ouvrages ou d'articles de référence ou si vous connaissez des sites web de qualité traitant du thème abordé ici, merci de compléter l'article en donnant les références utiles à sa vérifiabilité et en les liant à la section « Notes et références ».
- Archive Wikiwix
- Bing
- Cairn
- DuckDuckGo
- E. Universalis
- Gallica
- Google
- G. Books
- G. News
- G. Scholar
- Persée
- Qwant
- (zh) Baidu
- (ru) Yandex
- (wd) trouver des œuvres sur Wikidata

Labuha est la principale ville de l'île indonésienne de Bacan dans les Moluques. Elle est située sur la côte ouest de l'île. La ville est le chef-lieu de Halmahera du Sud (Halmahera Selatan), une des régences (kabupaten) de la province Moluques du Nord.